# Puchar Świata w Zapasach 2001 – styl wolny mężczyzn
Zawody Pucharu Świata w 2001 roku w stylu wolnym mężczyzn odbyły się w dniach 5-6 maja w Baltimore we USA.

## Ostateczna kolejność drużynowa
| Poz. | Państwo           |
| ---- | ----------------- |
|      | Stany Zjednoczone |
|      | Iran              |
|      | Rosja             |
| 4.   | Turcja            |
| 5.   | Uzbekistan        |

## Wyniki

### Mecze
- Stany Zjednoczone –  Turcja 22-10
- Stany Zjednoczone –  Rosja 21-9
- Stany Zjednoczone –  Uzbekistan 24-5
- Stany Zjednoczone –  Iran 16-15
- Turcja –  Rosja 10-19
- Turcja –  Uzbekistan 18-14
- Turcja –  Iran 8-23
- Uzbekistan –  Rosja 11-22
- Iran –  Rosja 21-10
- Iran –  Uzbekistan 26-6

### Klasyfikacja indywidualna
| Waga   |                       |                      |                    | 4                      | 5                | 6                   |
| ------ | --------------------- | -------------------- | ------------------ | ---------------------- | ---------------- | ------------------- |
| 54 kg  | Gholam Reza Mohammadi | Adhamjon Ochilov     | Aleksandr Kontojew | Stephen Abas           | Teague Moore     | Vedat Oztemur       |
| 58 kg  | Kerry Boumans         | Masud Mostafa Dżokar | Murad Ramazanow    | Arif Kama              | Dilshod Mansurov | ----                |
| 63 kg  | Alireza Dabir         | Cary Kolat           | Damir Zachartdinow | Miron Dzadzajew        | Ömer Çubukçu     | ----                |
| 69 kg  | Ahmet Gülhan          | Chris Bono           | Mahdi Bara’ati     | Ischak Bozijew         | Tulkin Buronov   | ----                |
| 76 kg  | Joe Williams          | Mehdi Akbarnejad     | Gökhan Yavaşer     | Inał Dzagurow          | Rusłan Kokajew   | Khurshid Khaldarov  |
| 85 kg  | Ahmad Shekofteh       | Asłan Sanakojew      | Charles Burton     | Chadżymurad Magomiedow | Nuri Zengin      | Chadżymurat Gacałow |
| 97 kg  | Ali Reza Hejdari      | Tajmuraz Tigijew     | Dominic Black      | Rasuł Katinowasow      | Vedat Ergin      | ----                |
| 130 kg | Kerry McCoy           | Aydın Polatçı        | Ebrahim Mehraban   | Nikołaj Tielegin       | Ruslan Utegenov  | ----                |